# Lucien Létinois
Lucien Létinois, né le 27 février 1860 à Coulommes-et-Marqueny et mort en 1883 à Paris, est célèbre pour avoir entretenu durant quatre ans, de 1879 jusqu'à sa mort prématurée due à la fièvre typhoïde, une relation présumée amoureuse et devenue filiale avec Paul Verlaine. Ce dernier, profondément affecté par sa disparition, lui consacre cinq années plus tard, à la fin de son recueil Amour (1888), une section longue de 25 poèmes.

## Biographie

### Enfance paysanne
Lucien Létinois naît le 27 février 1860 dans le village ardennais de Coulommes-et-Marqueny.
Il est fils de Jean-Baptiste Létinois et Marie-Louise Delphine Moreau, agriculteurs. Le couple s'est marié à Bouvellemont le 14 avril 1853. L'époux est né à Coulommes-et-Marqueny le 24 novembre 1822, fils d'Étienne Létinois, cultivateur (1798-1856), et d'Élisabeth Véronique Rainot (1798-1877). L'épouse est née à Bouvellemont le 7 mars 1832 , fille de Ponce Moreau, cordonnier puis cultivateur (1801-1851), et de Marie Anne Reneaux (1801-1875).
Les Létinois sont des laboureurs installés à Coulommes depuis le début du XVIIIe siècle. On remonte leur ascendance jusqu'à Jean-Baptiste Létinois, berger puis marchand (ca 1689-1744).

### Rencontre de Paul Verlaine
En octobre 1877, âgé de 17 ans, Lucien est élève à l'Institution Notre-Dame de Rethel, tenu par des jésuites. Paul Verlaine y est répétiteur pour la littérature, l'histoire, la géographie et l'anglais. Il se prend d'une vive affection pour Lucien. La section Lucien Létinois du recueil Amour précise à maintes reprises le charme équivoque qu'exerce sur lui l'adolescent « fin comme une grande jeune fille / brillant, vif et fort, telle une aiguille, / la souplesse, l'élan d'une anguille »...  Il lui offre un exemplaire dédicacé de ses Romances sans paroles.
Mais en août 1878, le contrat de Verlaine n'est pas renouvelé au prétexte d'économies de gestion. En septembre, Paul et Lucien partent pour l'Angleterre, où ils enseignent dans des villes différentes. Verlaine rejoint Lucien à Londres. La nature de leur relation reste l'objet de conjectures. La pièce VIII (Ô l'odieuse obscurité) de la section Lucien Létinois du recueil Amour semble désigner un lien charnel, nié par certains biographes. En tout état de cause, l'attachement de Paul Verlaine pour Lucien Létinois semble avoir été sincère et partagé. Verlaine reporte sur Lucien, dont il aime la douceur et admire la prestance, son amour paternel frustré. Lucien, plus docile et prévenant que Rimbaud, paraît avoir accepté de bonne grâce les sentiments protecteurs du poète.

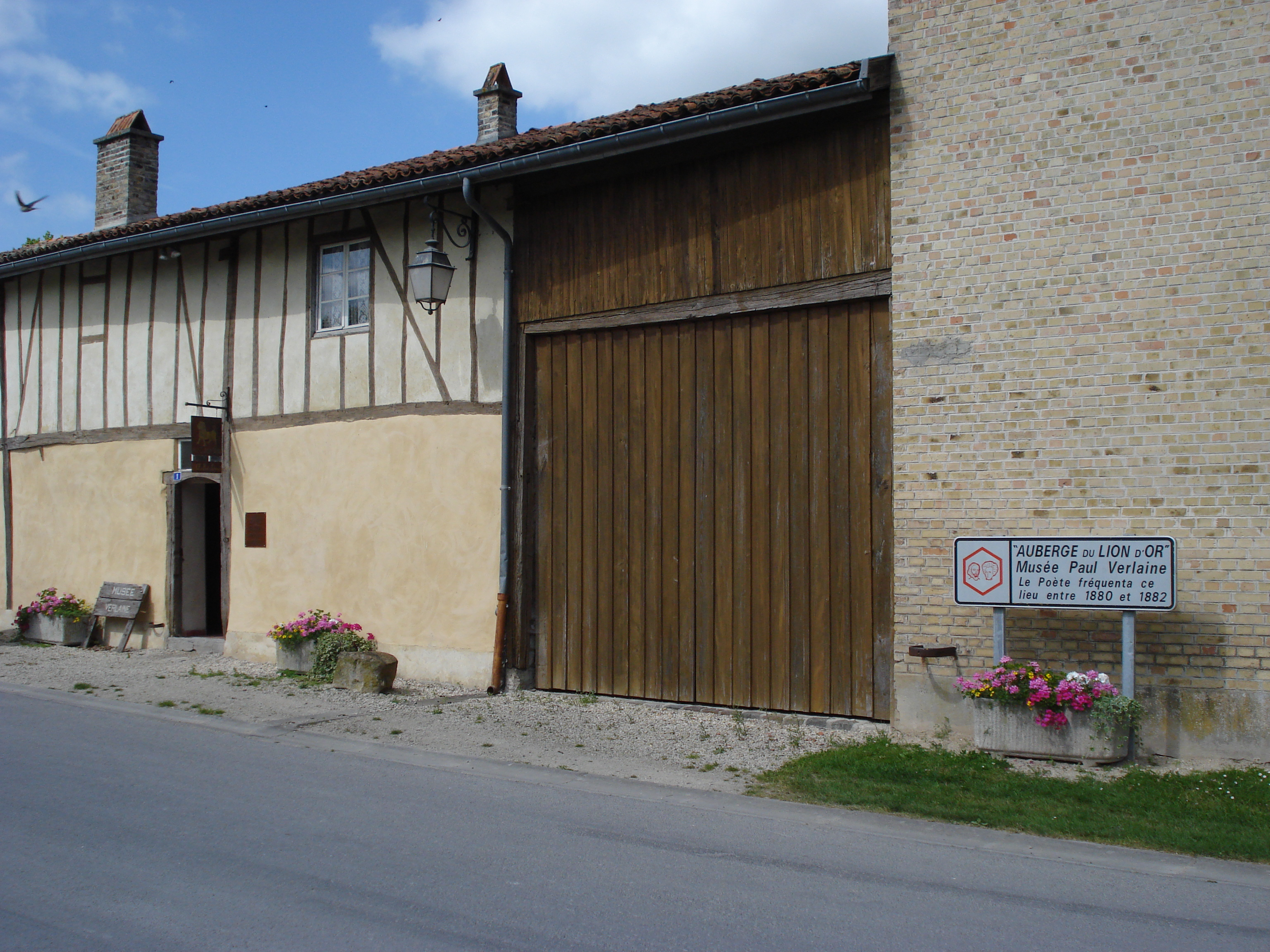
Le musée Verlaine à Juniville.

Fin décembre 1879, ils rentrent en France et vont vivre à Coulommes chez les parents de Lucien, au lieudit Malval. En mars 1880, ils s'installent à Juniville, dans le sud du département des Ardennes. Avec l'argent de sa mère, Verlaine achète  la ferme dite de la petite Paroisse, qu'il fait enregistrer au nom du père de Lucien (en plein divorce, il craint que sa femme fasse saisir la ferme). Germain Nouveau - l'un des rares amis parisiens de Verlaine informés de cet emménagement - vient lui rendre visite. Il dessine le visage de Lucien : « Les parents regardèrent éberlués la transposition car Nouveau avait voulu peindre les couleurs de l'âme et non celles de la plate nature ».
De la fin 1880 jusqu'à l'automne 1881, Lucien effectue son service militaire comme artilleur à Reims. Pour se rapprocher de lui, Verlaine obtient un emploi de surveillant général dans un collège de cette ville.

### Décès prématuré
En janvier 1882, Verlaine doit revendre à perte la propriété de Juniville, mal gérée. Il regagne Paris. Lucien et ses parents s'installent à Ivry-sur-Seine, au 14 rue de Paris.
Le 7 avril 1883, Lucien meurt subitement de la fièvre typhoïde à l'hôpital de la Pitié,. Il n'a que 23 ans. Il est inhumé à Ivry-sur Seine.
La mère de Lucien meurt à Ivry-sur-Seine huit mois plus tard, sans doute de chagrin,.

## Postérité
Profondément désespéré par la perte de son « fils adoptif », Verlaine lui consacre 25 poèmes à la fin du recueil Amour (1888).
La mort de Lucien Létinois semble avoir précipité la déchéance de Paul Verlaine, qui sombre dans l'alcoolisme, les liaisons passagères et la semi-clochardise.